# Sagiolechia
Sagiolechia A. Massal. (kryzek) – rodzaj grzybów z rodziny Sagiolechiaceae. Ze względu na współżycie z glonami zaliczany jest do grupy porostów.

## Systematyka i nazewnictwo
Pozycja w klasyfikacji według Index Fungorum: Sagiolechiaceae, Ostropales, Ostropomycetidae, Lecanoromycetes, Pezizomycotina, Ascomycota, Fungi.
Synonimy nazwy naukowej: Rhexophiale Th. Fr.
Nazwa polska według W. Fałtynowicza.

## Niektóre gatunki
- Sagiolechia atlantica Henssen 1995[4]
- Sagiolechia cimbrica A. Massal. 1855[4]
- Sagiolechia fusiformis (Müll. Arg.) Zahlbr. 1905[4]
- Sagiolechia leioplacoides (Vain.) Vain[4]
- Sagiolechia leucoplacoides Vain. 1921[4]
- Sagiolechia parasitica Alstrup & E.S. Hansen 2001[4]
- Sagiolechia protuberans (Ach.) A. Massal. 1854 – kryzek guzkowaty

Nazwy naukowe na podstawie Index Fungorum. Nazwy polskie według W. Fałtynowicza.